# Torre de telecomunicaciones de Zaragoza
La torre de telecomunicaciones de Zaragoza (oficialmente Torre de Comunicaciones de Movistar) es una torre de telecomunicaciones de la ciudad española de Zaragoza que tiene una altura de 117 metros sobre el suelo. La estructura podría estar dividida en dos partes, en cuanto a su altura, estructura, y antena. La estructura mediría 100 metros, y la antena 17, siendo el piso más alto del edificio a 100 metros de altura. 
Esta estructura es la más alta de Zaragoza. Hay otras estructuras que se acercan como la Torre Zaragoza de 106 metros (actualmente el rascacielos más alto de la ciudad y de toda la comunidad autónoma de Aragón), la Torre del Agua de 76 metros, o las torres de la Basílica del Pilar con 98 metros de altura. Esta estructura arquitectónica se construyó durante 10 meses en los años 90. La torre es propiedad de la empresa Movistar, siendo llamada anteriormente Telefónica. Fue inaugurada el 14 de julio de 1992, año en el que la compañía también construyó torres de este tipo en otras ciudades como la Torre Tavira II en Cádiz u otras torres sitas en Oviedo o Salamanca. 
Comúnmente se le llama pirulí, o también pincho, aunque esta segunda forma también es usada para la pasarela del Voluntariado, que es un puente sobre el río Ebro.